# Wyg (stacja kolejowa)
Wyg (ros. Выг) – stacja kolejowa w pobliżu miejscowości Biełomorsk, w rejonie biełomorskim, w Karelii, w Rosji. Położona jest na linii Biełomorsk – Obozierskij.